# بيغي وتوباك
بيغي وتوباك (بالانجليزية: Tupac and biggie) هو فيلم وثائقي طويل عام 2002 عن مغني الراب الأمريكيين المقتولين نوتوريوس بي.اي.جي. والاس وتوباك "2pac" شاكور للمخرج نيك برومفيلد .

## روابط خارجية
- بيغي وتوباك  في قاعدة بيانات الأفلام على الإنترنت (بالإنجليزية)
- رسالة إلى محرر مجلة رولينج ستون